# La Cotte de St Brelade

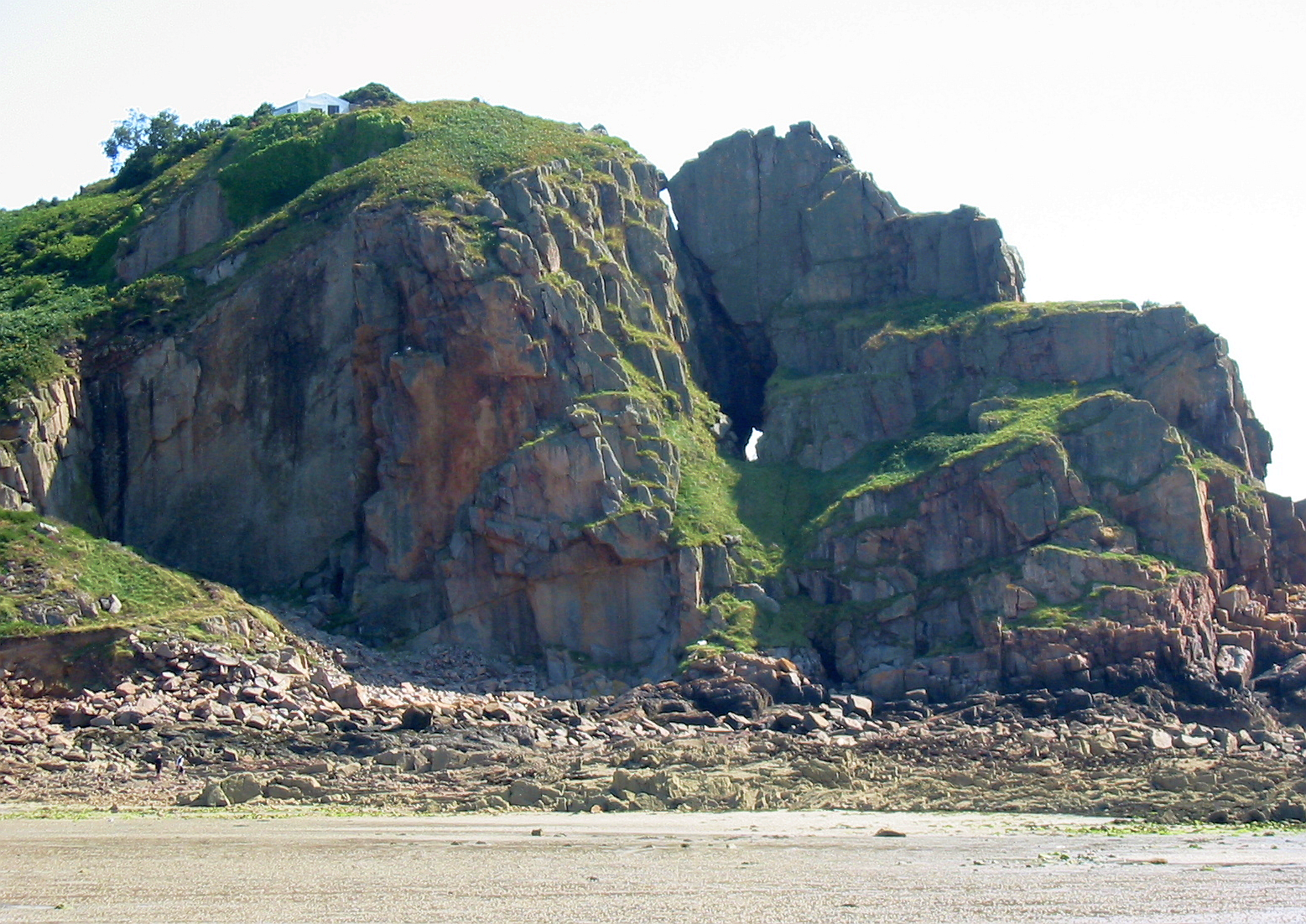
Widok na La Cotte de St Brelade

La Cotte de St Brelade – paleolityczne stanowisko archeologiczne, położone w rozpadlinach skał wapiennych na wybrzeżu wyspy Jersey na kanale La Manche. Eksplorowane od początku XX wieku.
Stanowisko było zajmowane przez człowieka w okresie środkowego i górnego paleolitu. Poziomy archeologiczne odpowiadają stadiom izotopowym 7 (ok. 238 tys. lat temu) oraz 6-5 (ok. 200-75 tys. lat temu). Przemysły kamienne zawierają wytwory kultury mustierskiej z narzędziami zębatymi oraz nieliczne pięściaki epiaszelskie. Odnaleziono także 13 zębów należących do neandertalczyka. Datowane na ok. 180 tys. lat temu kości mamutów i nosorożców włochatych ze stanowiska wskazują, iż myśliwi najprawdopodobniej podczas polowania zapędzali zwierzęta nad krawędź klifu.